# 奇波卡
奇波卡是非洲東南部國家馬拉維的城鎮，由中央區負責管轄，海拔高度471米，是馬拉維湖的主要港口之一，也是該國四大港口之一，2008年人口5,132。
13°58′S 34°30′E / 13.967°S 34.500°E